# منفک کننده
مُنفَک‌کننده‌ها (به انگلیسی: Dissociatives) دسته‌ای از توهم‌زاها محسوب می‌شوند که ادراک و بینایی و شنوایی و سایر حواس فرد را تحریف و کم می‌کنند و باعث ایجاد حس جدایی از محیط و خود می‌شوند.
این اتفاق با کاهش یا مسدود شدن سیگنال‌های ارسال‌شده به خودآگاهی از سمت نورون‌های حسی بدن می‌افتد.
هم‌چنین تعداد زیادی از این داروها توانایی منفک‌کنندگی دارند و این اثرات در بین سایر توهم‌زاها قابل تمایز هستند.
از اثرات سایکواکتیوهای منفک‌کننده می‌توان به توهم، جداشدن از محیط، کاهش حس‌های دریافتی و تجربه‌ی وضعیت رویاگونه اشاره کرد.
بعضی داروهایی که به صورت غیرانتخابی روی گیرنده‌های دوپامین یا اپیوئید هم تأثیر می‌گذارند، می‌توانند حس سرخوشی نیز ایجاد کنند.
بسیاری از منفک‌کننده‌ها تأثیرات آرام‌بخش دارند و می‌توانند اثرات تسکین‌دهنده، ضد درد، بی‌هوش کننده، آتاکسی، کندی تنفس و فراموشی ایجاد کنند.

## تأثیرات
تأثیرات منفک کننده‌ها می‌تواند شامل کاهش ادراک و احساسات، توهم‌ها، مانیا (سرخوشی)، فراموشی، بر روی خودآگاهی و همچنین خشکی ماهیچه‌ای و تسکین درد از تأثیرات جسمی موقت منفک کننده‌ها می‌باشند.
از مواردی که مصرف منفک کننده‌ها سبب رویدادنشان می‌شود می‌توان به خوددگربینی، احساس غیر واقعی بودن خود یا جهان، گسستگی خودآگاهی، یا عدم توانایی کنترل بر رفتار خود، مسخ واقعیت و احساس رؤیا دیدن اشاره کرد.
در چندین کارآزمایی بالینی با مصرف روزانه ۱۵۰ میلی‌گرم مینوسایکلین در دوره پنج روزه توسط داوطلبان سالم در ۵۰٪ آنها انزوا، گوشه‌گیری و خیال‌بافی دیده شد همچنین در ۱۳٫۳٪ حس سرخوشی مشاهده شد.

## کاربردها

### مصارف دارویی
در پزشکی و جراحی‌ها از داروهای منفک کننده برای تسکین درد و القای حس بی‌هوشی استفاده می‌کنند.
از شاخص‌ترین موارد می‌توان به کتامین و گاز خنده اشاره کرد.

### مصرف تفننی
برخی از منفک کننده‌ها به صورت تفننی مورد استفاده قرار می‌گیرند.
کتامین، فن سیکلیدین، گاز خنده از داروهای منفک کننده‌ای هستند که مورد استفاده تفننی قرار می‌گیرند
استفاده از داروهای حاوی دکسترومتورفان در دوزهای بالاتر از حد درمانی می‌تواند اثرات منفک‌کننده داشته باشد.
همچنین از کلروفرم و دی‌اتیل اتر نیز مانند گاز خنده برای اثرات منفک کننده آنها مورد استفاده قرار می‌گرفتند ولی این گازها عوارض متعددی نیز دارند که می‌توان به اعتیادآور بودن و صدماتی که به بدن وارد می‌کنند اشاره کرد.